# Carta a San Antonio
La Carta a San Antonio o [CtaAnt] es una carta muy importante, pues en ella san Francisco plasma con una sencillez impresionante su preocupación ante la enseñanza de la teología. San Francisco creía que era mejor que un alma fuera profundamente espiritual y veía en la educación algunos peligros para el alma, como alejarse de la oración, como la pérdida de la fe o pecados como la arrogancia y la vanidad. Esto se atribuye a que Francisco, que era políglota y gracias a su infancia y juventud privilegiadas en una clase social alta y acceso a la mejor educación de su tiempo, por ello se cree que prefería la espiritualidad sobre el conocimiento, el cual debía alcanzarse sólo a la par de la fe.
Esta visión preocupada ante la educación no era compartida por su contemporáneo: Santo Domingo, que veía en el estudio la mejor forma de fortalecer el espíritu y acercarse a Dios. Este enfoque de la teología representa una de las principales diferencias históricas entre los Franciscanos y Dominicos.
San Antonio fue el primer sacerdote en entrar a la entonces nueva orden mendicante, al ser sacerdote, podía instruir a los demás hermanos, de allí que Francisco lo llamara nuestro "Doctor de la orden", debido a su fama de alta educación.
1A fray Antonio, mi obispo, el hermano Francisco, salud. 2Me agrada que enseñes sagrada teología a los hermanos, con tal que, en el estudio de la misma, no apagues el espíritu de oración y devoción, como se contiene en la Regla.